# Saída do Pessoal Operário da Fábrica Confiança
Saída do Pessoal Operário da Fábrica Confiança é considerado o primeiro filme português, foi realizado por Aurélio da Paz dos Reis em 1896. É um filme de curta-metragem, mudo e a preto e branco, com uma duração total de aproximadamente um minuto.

## Sinopse
Um grande número de trabalhadores, na sua maioria mulheres jovens, sai pela porta da frente do seu local de trabalho à hora do almoço. O edifício tem uma fachada impressionante com colunas e está localizado no n.º 181 da Rua de Santa Catarina, no Porto — uma das principais ruas daquela cidade portuguesa. Uma charrete de passageiros puxada por dois cavalos cruza da direita para a esquerda do ecrã e, alguns segundos depois, um carro de boi a carregar mercadoria cruza na direção oposta. Ao mesmo tempo, os trabalhadores continuam ainda a sair da fábrica, dando a sensação de uma grande força de trabalho.